# Jelena Alexandrowna Lichowzewa

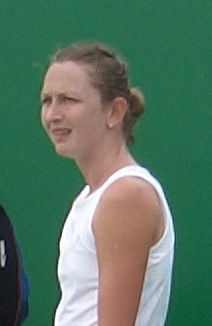
Jelena Lichowzewa 2006 bei den Australian Open

Jelena Alexandrowna Lichowzewa (russisch Елена Александровна Лиховцева; * 8. September 1975 in Alma-Ata, Kasachische SSR, Sowjetunion) ist eine ehemalige kasachische und russische Tennisspielerin.

## Karriere
Sie wurde 1992 im Alter von 16 Jahren Profi und vertrat bis 1995 Kasachstan, obwohl sie zuletzt bereits in Moskau lebte.
Ihr bestes Abschneiden bei einem Grand-Slam-Turnier im Einzel war der Einzug ins Halbfinale der French Open im Jahr 2005. Sie erreichte zudem 2004 bei den Australian Open und den French Open sowie 2000 und 2004 bei den US Open jeweils das Finale im Damendoppel.
Lichowzewa gewann im Doppel insgesamt 27 WTA-Titel und war 2004 die Nummer 3 der WTA-Weltrangliste.
Mit Mahesh Bhupathi gewann sie 2002 in Wimbledon den Mixed-Wettbewerb und erreichte 2006 dort das Finale zusammen mit Daniel Nestor, mit dem sie 2003 und 2006 auch ins Endspiel der French Open einzog.
Zwischen 1995 und 2004 bestritt sie insgesamt 42 Partien für die russische Fed-Cup-Mannschaft, von denen sie 26 gewinnen konnte.

## Turniersiege

### Einzel
| ! Datum | Turnier          | Belag                                             | Finalgegnerin   | Ergebnis         |                |
| 1       | 17. Oktober 1993 | Open Languedoc Roussillon, Montpellier            | Teppich (Halle) | Dominique Monami | 6:3, 6:4       |
| 2       | 5. Januar 1997   | Gold Coast Classic, Gold Coast                    | Hartplatz       | Ai Sugiyama      | 3:6, 7:67, 6:3 |
| 3       | 28. August 2004  | Forest Hills Women’s Tennis Classic, Forest Hills | Hartplatz       | Iveta Benešová   | 6:2, 6:2       |

### Doppel
| ! Datum | Turnier            | Belag                                   | Partnerin         | Finalgegnerinnen    | Ergebnis                                       |                        |
| 1       | 10. Januar 1998    | Thalgo Hardcourts Champ’s, Gold Coast   | Hartplatz         | Ai Sugiyama         | Park Sung-hee Wang Shi-ting                    | 1:6, 6:3, 6:4          |
| 2       | 31. Oktober 1998   | SEAT Open Luxembourg, Luxemburg         | Teppich (Halle)   | Ai Sugiyama         | Larisa Neiland Olena Tatarkowa                 | 6:73, 6:3, 2:0 Aufgabe |
| 3       | 8. November 1998   | Sparkassen Cup Int’l GP, Leipzig        | Teppich (Halle)   | Ai Sugiyama         | Manon Bollegraf Irina Spîrlea                  | 6:3, 6:72, 6:2         |
| 4       | 15. November 1998  | Advanta Champ’s, Philadelphia           | Teppich (Halle)   | Ai Sugiyama         | Monica Seles Natallja Swerawa                  | 7:5, 4:6, 6:2          |
| 5       | 16. Januar 1999    | Sydney Int’l, Sydney                    | Hartplatz         | Ai Sugiyama         | Mary Joe Fernández Anke Huber                  | 6:3, 2:6, 6:0          |
| 6       | 4. April 1999      | Family Circle Cup, Hilton Head Island   | Sand              | Jana Novotná        | Barbara Schett Patty Schnyder                  | 6:1, 6:4               |
| 7       | 22. Mai 1999       | Internationaux de Strasbourg, Straßburg | Sand              | Ai Sugiyama         | Alexandra Fusai Nathalie Tauziat               | 2:6, 7:66, 6:1         |
| 8       | 13. Januar 2001    | ANZ Tasmanian Int’l, Hobart             | Hartplatz         | Cara Black          | Ruxandra Dragomir Virginia Ruano Pascual       | 6:4, 6:1               |
| 9       | 6. Mai 2001        | Betty Barclay Cup, Hamburg              | Sand              | Cara Black          | Květa Peschke Barbara Rittner                  | 6:2, 4:6, 6:2          |
| 10      | 20. Mai 2001       | Italian Open, Rom                       | Sand              | Cara Black          | Paola Suárez Patricia Tarabini                 | 6:1, 6:1               |
| 11      | 17. Juni 2001      | DFS Classic, Birmingham                 | Rasen             | Cara Black          | Kimberly Po-Messerli Nathalie Tauziat          | 6:1, 6:2               |
| 12      | 5. August 2001     | Acura Classic, San Diego                | Hartplatz         | Cara Black          | Martina Hingis Anna Kurnikowa                  | 6:4, 1:6, 6:4          |
| 13      | 25. August 2001    | Pilot Pen Tennis, New Haven             | Hartplatz         | Cara Black          | Jelena Dokić Nadja Petrowa                     | 6:0, 3:6, 6:2          |
| 14      | 30. September 2001 | Sparkassen Cup Int’l GP, Leipzig        | Teppich (Halle)   | Nathalie Tauziat    | Květa Peschke Barbara Rittner                  | 6:4, 6:2               |
| 15      | 7. April 2002      | Sarasota Open, Sarasota                 | Sand              | Jelena Dokić        | Els Callens Conchita Martínez                  | 6:75, 6:3, 6:3         |
| 16      | 10. Januar 2003    | Moorilla International, Hobart          | Hartplatz         | Cara Black          | Barbara Schett Patricia Wartusch               | 7:5, 7:61              |
| 17      | 9. Februar 2003    | WTA Indian Open, Hyderabad              | Hartplatz         | Iroda Toʻlaganova   | Jewgenija Kulikowskaja Tazzjana Putschak       | 6:4, 6:4               |
| 18      | 10. Januar 2004    | Uncle Tobys Hardcourts, Gold Coast      | Hartplatz         | Swetlana Kusnezowa  | Liezel Huber Magdalena Maleewa                 | 6:3, 6:4               |
| 19      | 6. März 2004       | Qatar Total Open, Doha                  | Hartplatz         | Swetlana Kusnezowa  | Janette Husárová Conchita Martínez             | 7:64, 6:2              |
| 20      | 31. Oktober 2004   | Generali Ladies Linz, Linz              | Hartplatz (Halle) | Janette Husárová    | Nathalie Dechy Patty Schnyder                  | 6:2, 7:5               |
| 21      | 8. Januar 2005     | Uncle Tobys Hardcourts, Gold Coast      | Hartplatz         | Magdalena Maleewa   | Maria Elena Camerin Silvia Farina Elia         | 6:3, 5:7, 6:1          |
| 22      | 6. Februar 2005    | Toray Pan Pacific Open, Tokio           | Teppich (Halle)   | Janette Husárová    | Lindsay Davenport Corina Morariu               | 6:4, 6:3               |
| 23      | 8. Mai 2005        | Qatar Total German Open, Berlin         | Sand              | Wera Swonarjowa     | Cara Black Liezel Huber                        | 4:6, 6:4, 6:3          |
| 24      | 25. September 2005 | Sunfeast Open, Kolkata                  | Hartplatz         | Anastassija Myskina | Neha Uberoi Shikha Uberoi                      | 6:1, 6:0               |
| 25      | 7. Januar 2006     | ASB Classic, Auckland                   | Hartplatz         | Wera Swonarjowa     | Émilie Loit Barbora Strýcová                   | 6:3, 6:4               |
| 26      | 7. Mai 2006        | J&S Cup, Warschau                       | Sand              | Anastassija Myskina | Anabel Medina Garrigues Katarina Srebotnik     | 6:3, 6:4               |
| 27      | 12. Januar 2007    | Moorilla Hobart International, Hobart   | Hartplatz         | Jelena Wesnina      | Anabel Medina Garrigues Virginia Ruano Pascual | 2:6, 6:1, 6:2          |

| Farblegende zu den Turnierkategorien: | Farblegende zu den Turnierkategorien: | Farblegende zu den Turnierkategorien: | Farblegende zu den Turnierkategorien: |        |
| Tier I                                | Tier II                               | Tier III                              | Tier IV                               | Tier V |
| ------------------------------------- | ------------------------------------- | ------------------------------------- | ------------------------------------- | ------ |

## Resultate bei bedeutenden Turnieren

### Einzel
Die Tabelle listet die Ergebnisse der Grand-Slam-Turniere, der Tour Championships, der Olympischen Spiele, des Fed Cups bzw. Billie Jean King Cups und der Turniere folgender Kategorien auf: 1990–2008: Tier I, 2009–2020: Premier Mandatory und Premier 5, ab 2021: WTA 1000.
| Turnier            | 1993 | 1994 | 1995 | 1996 | 1997 | 1998 | 1999 | 2000 | 2001 | 2002 | 2003 | 2004 | 2005 | 2006 | 2007 | 2008 | Karriere |
| ------------------ | ---- | ---- | ---- | ---- | ---- | ---- | ---- | ---- | ---- | ---- | ---- | ---- | ---- | ---- | ---- | ---- | -------- |
| Australian Open    | —    | 3    | 1    | AF   | 1    | 3    | 3    | VF   | 1    | 1    | 1    | 3    | 3    | 2    | 1    | —    | 1 × VF   |
| French Open        | —    | —    | 2    | 3    | 2    | 3    | 3    | 1    | 1    | 3    | 1    | 2    | HF   | 1    | 2    | —    | 1 × HF   |
| Wimbledon          | —    | 1    | 1    | AF   | 2    | 3    | 3    | 2    | 3    | VF   | 2    | 2    | AF   | 3    | 2    | —    | 1 × VF   |
| US Open            | 2    | AF   | 1    | 3    | 3    | 1    | AF   | 3    | AF   | 2    | AF   | 1    | AF   | 3    | 2    | —    | 5 × AF   |
| Tour Championships | —    | —    | —    | —    | —    | —    | 1    | 1    | —    | —    | —    | —    | —    | —    | —    | —    | 2 × 1R   |
| Doha               |      |      |      |      |      |      |      |      |      |      |      |      |      |      |      | 1    | 1 × 1R   |
| Indian Wells       |      |      |      |      | AF   | 1    | 2    | AF   | 2    | 3    | 3    | 2    | 2    | —    | 3    | —    | 2 × AF   |
| Miami              | —    | 2    | 1    | 2    | AF   | 3    | AF   | AF   | 2    | 2    | 3    | 3    | AF   | 3    | 1    | 1    | 4 × AF   |
| Hilton Head Island | —    | —    | —    | —    | 1    | 2    | VF   | AF   |      |      |      |      |      |      |      |      | 1 × VF   |
| Charleston         |      |      |      |      |      |      |      |      | VF   | 2    | 2    | —    | 1    | —    | —    | —    | 1 × VF   |
| Rom                | —    | —    | —    | —    | AF   | 2    | 1    | 1    | AF   | 2    | 1    | AF   | 1    | 1    | —    | —    | 3 × AF   |
| Berlin             | —    | 1    | 1    | HF   | 1    | 2    | AF   | —    | 1    | AF   | VF   | 2    | 2    | 1    | 2    | —    | 1 × HF   |
| San Diego          |      |      |      |      |      |      |      |      |      |      |      | AF   | AF   | 1    | —    |      | 2 × AF   |
| Kanada             | 1    | AF   | 1    | AF   | 1    | 2    | AF   | 1    | 2    | 1    | 2    | F    | —    | —    | —    | —    | 1 × F    |
| Tokio              | —    | —    | —    | —    | 1    | AF   | AF   | —    | AF   | 1    | Q2   | 1    | VF   | VF   | AF   | —    | 2 × VF   |
| München            |      |      |      |      |      | —    | —    |      |      |      |      |      |      |      |      |      | —        |
| Zürich             | —    | —    | —    | —    | —    | —    | 1    | 1    | —    | —    | Q3   | —    | 1    | —    | —    |      | 3 × 1R   |
| Philadelphia       | —    | —    | —    |      |      |      |      |      |      |      |      |      |      |      |      |      | —        |
| Moskau             |      |      |      |      | 1    | AF   | 1    | 1    | 1    | —    | 1    | AF   | VF   | AF   | —    | —    | 1 × VF   |
| Olympische Spiele  |      |      |      | 1    |      |      |      | 1    |      |      |      | —    |      |      |      | —    | 2 × 1R   |
| Fed Cup            |      |      |      |      |      |      | F    |      | F    |      |      | S    |      |      |      |      | 1 × S    |

Zeichenerklärung: S = Turniersieg; F, HF, VF, AF = Einzug ins Finale, Halb-, Viertel-, Achtelfinale; 1, 2, 3 = Ausscheiden in der 1., 2., 3. Haupt- / Finalrunde; Q1, Q2, Q3 = Ausscheiden in der 1., 2. 3. Qualifikationsrunde; RR = Round Robin (Gruppenphase); nicht ausgetragen oder andere Kategorie; PO (Playoff), P2 = Auf-/Abstiegsrunde zur Weltgruppe I/II im Fed Cup; W2, K1, K2, K3 = Teilnahme in der Weltgruppe II, Kontinentalgruppe I, II, III im Fed Cup.

### Doppel
Die Tabelle listet die Ergebnisse der Grand-Slam-Turniere, der Tour Championships, der Olympischen Spiele, des Fed Cups bzw Billie Jean King Cups und der Turniere folgender Kategorien auf: 1990–2008: Tier I, 2009–2020: Premier Mandatory und Premier 5, ab 2021: WTA 1000.
| Turnier            | 1994 | 1995 | 1996 | 1997 | 1998 | 1999 | 2000 | 2001 | 2002 | 2003 | 2004 | 2005 | 2006 | 2007 | 2008 | Karriere |
| ------------------ | ---- | ---- | ---- | ---- | ---- | ---- | ---- | ---- | ---- | ---- | ---- | ---- | ---- | ---- | ---- | -------- |
| Australian Open    | 1    | 1    | 1    | 1    | VF   | 2    | AF   | 2    | 1    | AF   | F    | 2    | VF   | 1    | —    | 1 × F    |
| French Open        | —    | 2    | 2    | AF   | AF   | VF   | 1    | AF   | AF   | HF   | F    | AF   | AF   | 1    | 2    | 1 × F    |
| Wimbledon          | —    | 1    | 2    | 2    | AF   | 2    | 1    | 2    | HF   | AF   | VF   | VF   | AF   | VF   | —    | 1 × HF   |
| US Open            | 1    | 1    | VF   | AF   | —    | 1    | F    | HF   | HF   | HF   | F    | 2    | AF   | 1    | 2    | 2 × F    |
| Tour Championships | —    | —    | —    | —    | VF   | VF   | VF   | F    | F    | HF   | HF   | HF   | —    | —    | —    | 2 × F    |
| Doha               |      |      |      |      |      |      |      |      |      |      |      |      |      |      | 1    | 1 × 1R   |
| Indian Wells       |      |      |      | VF   | VF   | VF   | VF   | AF   | AF   | VF   | F    | VF   | —    | VF   | —    | 1 × F    |
| Miami              | 2    | 2    | 2    | 1    | VF   | HF   | VF   | VF   | AF   | AF   | F    | 1    | 1    | AF   | VF   | 1 × F    |
| Hilton Head Island | —    | —    | —    | AF   | 1    | S    | —    |      |      |      |      |      |      |      |      | 1 × S    |
| Charleston         |      |      |      |      |      |      |      | VF   | 1    | VF   | —    | AF   | —    | —    | VF   | 3 × VF   |
| Rom                | —    | —    | —    | HF   | AF   | AF   | 1    | S    | HF   | AF   | VF   | HF   | 1    | —    | AF   | 1 × S    |
| Berlin             | 1    | AF   | 1    | VF   | VF   | AF   | —    | F    | HF   | HF   | AF   | S    | AF   | 1    | AF   | 1 × S    |
| San Diego          |      |      |      |      |      |      |      |      |      |      | HF   | HF   | 1    | —    |      | 2 × HF   |
| Kanada             | 1    | —    | 1    | AF   | AF   | VF   | VF   | HF   | AF   | AF   | VF   | —    | —    | —    | —    | 1 × HF   |
| Tokio              | —    | —    | —    | 1    | HF   | VF   | —    | 1    | 1    | VF   | F    | S    | 1    | VF   | —    | 1 × S    |
| München            |      |      |      |      | —    | —    |      |      |      |      |      |      |      |      |      | —        |
| Zürich             | —    | —    | —    | —    | VF   | VF   | VF   | —    | —    | VF   | —    | —    | —    | —    |      | 4 × VF   |
| Philadelphia       | —    | —    |      |      |      |      |      |      |      |      |      |      |      |      |      | —        |
| Moskau             |      |      |      | 1    | 1    | HF   | 1    | 1    | 1    | HF   | 1    | HF   | VF   | HF   | —    | 4 × HF   |
| Olympische Spiele  |      |      | —    |      |      |      | AF   |      |      |      | AF   |      |      |      | —    | 2 × AF   |
| Fed Cup            |      |      |      |      |      | F    |      | F    |      |      | S    |      |      |      |      | 1 × S    |

Zeichenerklärung: S = Turniersieg; F, HF, VF, AF = Einzug ins Finale, Halb-, Viertel-, Achtelfinale; 1, 2, 3 = Ausscheiden in der 1., 2., 3. Haupt- / Finalrunde; Q1, Q2, Q3 = Ausscheiden in der 1., 2. 3. Qualifikationsrunde; KF (kleines Finale) = unterlegen im Spiel um Platz drei; RR = Round Robin (Gruppenphase); nicht ausgetragen oder andere Kategorie; PO (Playoff), P2 = Auf-/Abstiegsrunde zur Weltgruppe I/II im Fed Cup; W2, K1, K2, K3 = Teilnahme in der Weltgruppe II, Kontinentalgruppe I, II, III im Fed Cup.

### Mixed
| Turnier         | 1997 | 1998 | 1999 | 2000 | 2001 | 2002 | 2003 | 2004 | 2005 | 2006 | 2007 | 2008 | Karriere |
| --------------- | ---- | ---- | ---- | ---- | ---- | ---- | ---- | ---- | ---- | ---- | ---- | ---- | -------- |
| Australian Open | 1    | HF   | AF   | VF   | 1    | HF   | AF   | 1    | AF   | F    | S    | —    | S        |
| French Open     | 2    | 1    | HF   | VF   | HF   | VF   | F    | 1    | 1    | F    | 1    | 1    | F        |
| Wimbledon       | 2    | VF   | HF   | VF   | HF   | S    | 2    | VF   | AF   | VF   | HF   | —    | S        |
| US Open         | VF   | AF   | 1    | HF   | 1    | AF   | AF   | VF   | AF   | 1    | 1    | —    | HF       |